# Vonda Shepard
Vonda Shepard (født. 7. juli 1963) er en amerikansk pop/rock sanger. Hun optrådte regelmæssigt i tv-serien Ally McBeal fra sæson 1-5, hvor hun spillede den faste musiker i baren, hvor seriens karakterer gik ud efter arbejde. Hens coverversion af Kay Starrs juleklassikeren (Everybody's Waitin' For) The Man with the Bag blev brugt i sæson 4 af Ally McBeal og er siden blevet en populær julesang. Hun spiller klaver, guitar og bas.

## Diskografi

### Albums
- 1989 Vonda Shepard
- 1992 The Radical Light
- 1996 It's Good, Eve
- 1998 Songs from Ally McBeal
- 1999 By 7:30
- 1999 Heart and Soul: New Songs from Ally McBeal
- 2000 Ally McBeal: A Very Ally Christmas
- 2002 Chinatown
- 2004 Live: A Retrospective
- 2008 From the Sun
- 2010 From the Sun Tour: Live In San Javier
- 2011 Solo

### Opsamlinger
- 2000 Ally McBeal: A Very Ally Christmas
- 2001 Ally McBeal: For Once in My Life
- 2009 The Best of Ally McBeal - The Songs of Vonda Shepard

### Singler
| Year | Song                                                      | Chart positions | Chart positions | Chart positions | Chart positions | Album                                      |
| Year | Song                                                      | US AC           | CAN AC          | CAN             | SPA             | Album                                      |
| ---- | --------------------------------------------------------- | --------------- | --------------- | --------------- | --------------- | ------------------------------------------ |
| 1987 | "Can't We Try" (Dan Hill and Vonda Shepard)               | 2               | —               | —               | —               | Dan Hill                                   |
| 1989 | "Baby, Don't You Break My Heart Slow"                     | —               | —               | —               | —               | Vonda Shepard                              |
| 1989 | "I Shy Away"                                              | —               | —               | —               | —               | Vonda Shepard                              |
| 1990 | "Don't Cry Ilene"                                         | 17              | —               | —               | —               | Vonda Shepard                              |
| 1992 | "Wake Up the House"                                       | —               | —               | —               | —               | The Radical Light                          |
| 1998 | "Searchin' My Soul"                                       | 22              | 22              | 6               | 1               | Songs from Ally McBeal                     |
| 1998 | "Hooked on a Feeling"                                     | —               | —               | —               | 7               | Songs from Ally McBeal                     |
| 1999 | "Maryland"                                                | —               | —               | —               | —               | Songs from Ally McBeal                     |
| 1999 | "Tell Him"                                                | —               | —               | —               | 29              | Songs from Ally McBeal                     |
| 1999 | "Baby, Don't You Break My Heart Slow" (med Emily Saliers) | 21              | 8               | —               | —               | Heart and Soul: New Songs from Ally McBeal |
| 1999 | "Read Your Mind"                                          | —               | —               | —               | —               | Heart and Soul: New Songs from Ally McBeal |
| 2000 | "Someday We'll Be Together"                               | —               | —               | —               | —               | Heart and Soul: New Songs from Ally McBeal |
| 2001 | "Chances Are" (med Robert Downey, Jr.)                    | —               | —               | —               | —               | Ally McBeal: For Once in My Life           |
| 2002 | "Rainy Days"                                              | —               | —               | —               | —               | Chinatown                                  |